# Landes (departement)
Landes (40) is een Frans departement, gelegen in de regio Nouvelle-Aquitaine.

## Geschiedenis
Het departement was een van de 83 departementen die werden gecreëerd
tijdens de Franse Revolutie, op 4 maart 1790 door uitvoering van de wet van 22 december 1789, uitgaande van delen van de provincies Guyenne en Gascogne.
Het gebied bestond grotendeels uit moerassen en heidevelden, totdat Napoleon III het liet ontginnen en beplanten met pijnbomen. Dit gebied heet Landes de Gascogne. Naast bosbouw vindt hier ook landbouw en veeteelt plaats.

## Geografie
Landes maakt deel uit van de regio Nouvelle-Aquitaine. Het wordt begrensd door de departementen Gironde, Lot-et-Garonne, Gers en de Pyrénées-Atlantiques. Verder grenst het aan de Atlantische Oceaan.
Landes bestaat uit twee arrondissementen:
- Dax
- Mont-de-Marsan

Landes bestaat uit 15 kantons:
- Kantons van Landes

Landes bestaat uit 331 gemeenten:
- Lijst van gemeenten in het departement Landes

## Demografie
De inwoners van Landes heten Landais.

### Demografische evolutie sinds 1962
| Naam       | Index 1962 | Index 1968 | Index 1975 | Index 1982 | Index 1990 | Index 1999 | Index 2008 | Index 2019 |
| ---------- | ---------- | ---------- | ---------- | ---------- | ---------- | ---------- | ---------- | ---------- |
| Landes     | 100,0      | 106,5      | 110,7      | 114,2      | 119,6      | 125,7      | 143,2      | 158,7      |
| Frankrijk* | 100,0      | 107,1      | 113,3      | 117,0      | 121,9      | 126,0      | 133,8      | 140,1      |

| Naam       | Inw./Km² 1962 | Inw./km² 1968 | Inw./km² 1975 | Inw./km² 1982 | Inw./km² 1990 | Inw./km² 1999 | Inw./km² 2008 | Inw./km² 2015 |
| ---------- | ------------- | ------------- | ------------- | ------------- | ------------- | ------------- | ------------- | ------------- |
| Landes     | 28,2          | 30,0          | 31,2          | 32,2          | 33,7          | 35,4          | 40,4          | 44,8          |
| Frankrijk* | 84,2          | 90,1          | 95,4          | 98,5          | 102,7         | 106,1         | 112,7         | 119,7         |

Frankrijk* = exclusief overzeese gebieden
Bron: Recensement Populaire INSEE - 1962 tot 1999 population sans doubles comptes, nadien Population Municipale
Op 1 januari 2022 had Landes 428.427 inwoners.

### De 10 grootste gemeenten in het departement
| Nr. | Gemeente                 | Aantal inwoners (1999) | Aantal inwoners (2022) |
| --- | ------------------------ | ---------------------- | ---------------------- |
| 1   | Mont-de-Marsan           | 29.529                 | 31.455                 |
| 2   | Dax                      | 19.557                 | 21.716                 |
| 3   | Biscarrosse              | 9.290                  | 15.412                 |
| 4   | Saint-Paul-lès-Dax       | 10.228                 | 14.114                 |
| 5   | Tarnos                   | 10.073                 | 12.900                 |
| 6   | Saint-Pierre-du-Mont     | 7.186                  | 9.996                  |
| 7   | Capbreton                | 6.642                  | 9.218                  |
| 8   | Soustons                 | 5.751                  | 8.445                  |
| 9   | Saint-Vincent-de-Tyrosse | 5.365                  | 8.051                  |
| 10  | Mimizan                  | 6.862                  | 7.449                  |

## Afbeeldingen

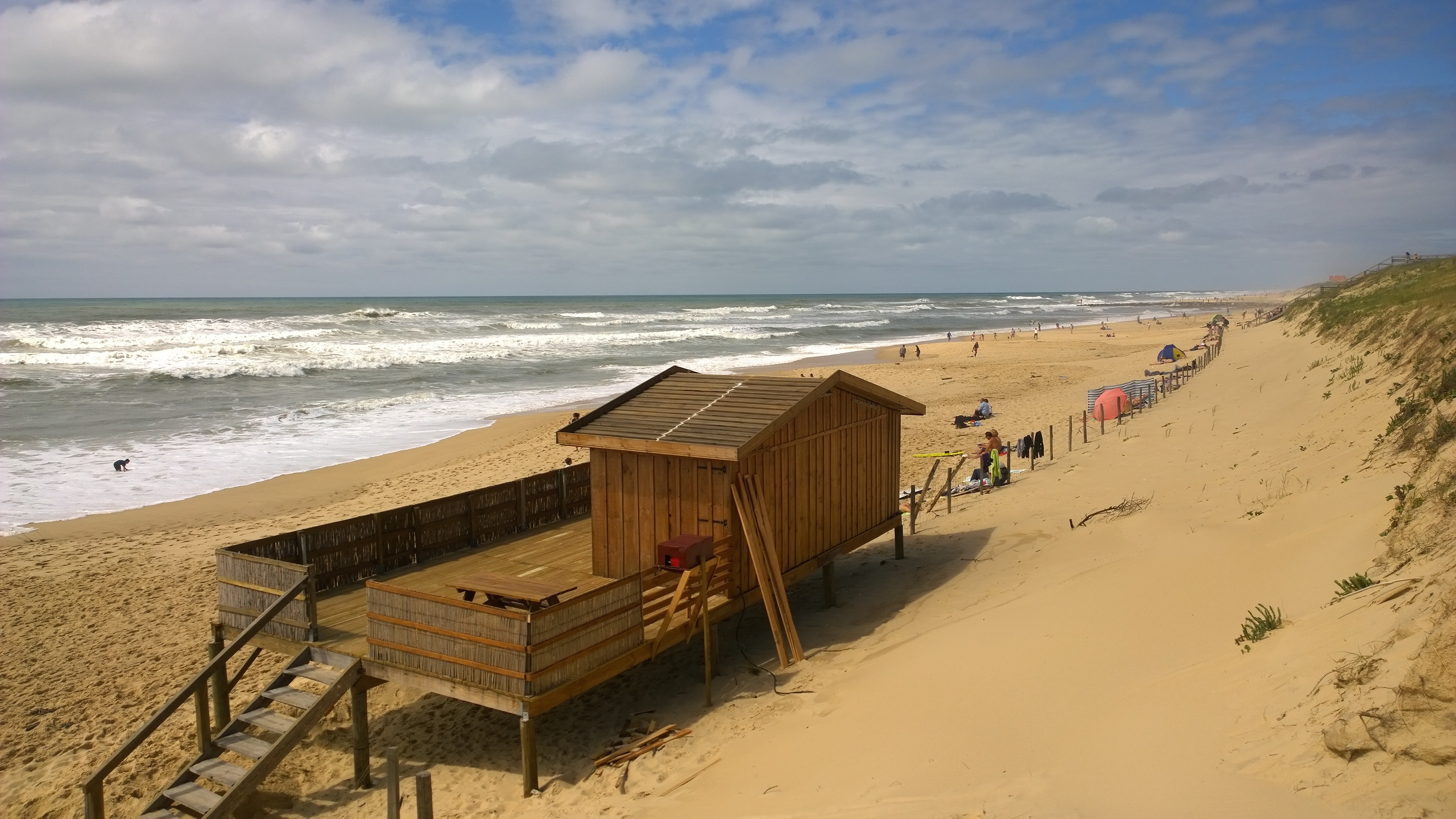
Strand bij Mimizan
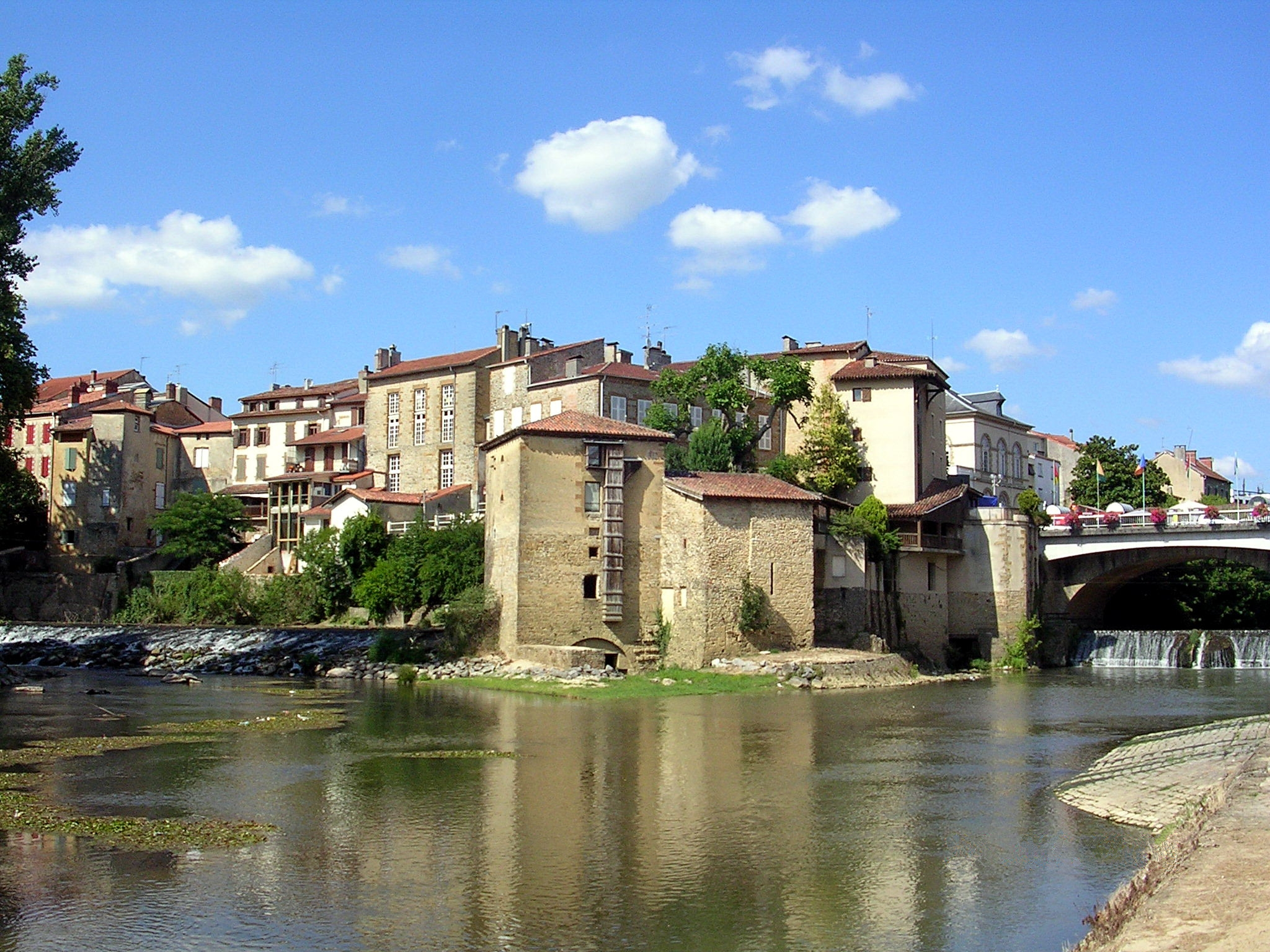
Mont-de-Marsan
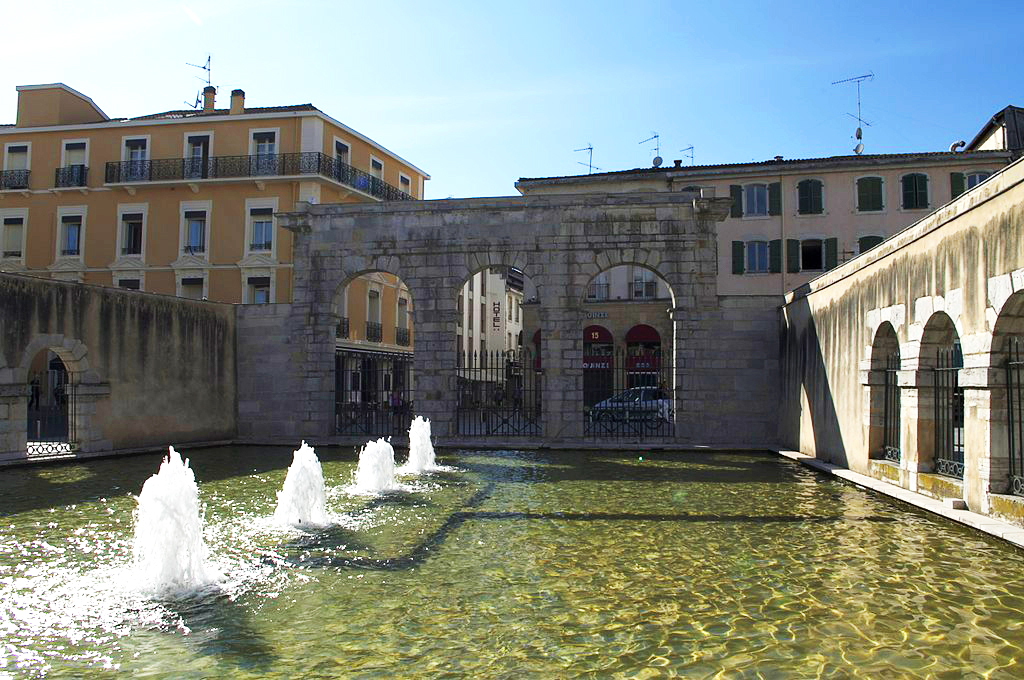
Dax